# Joseph Urusemal
Joseph John Urusemal (19 mars 1952, à Woleai, Yap) est un homme d'État, Président des États fédérés de Micronésie du 11 mai 2003 au 11 mai 2007. Il a prêté serment le 11 mai 2003 lors de la session inaugurale du XIIIe Congrès des FSM.

## Biographie

### Jeunesse et études
Joseph Urusemal naît le 19 mars 1952 sur l'île de Tegailap dans l'atoll de Woleai, dans l'État de Yap. Il passe son enfance et le début de sa scolarité sur place. Il fréquente ensuite la Xavier High School dans l’État de Chuuk dont il est diplômé en 1973. Il suit ensuite des études à la Rockhurst University à Kansas City dans le Missouri. Il y obtient un BA en Administration de la Justice.
Il est marié avec Olania Latileilam de Satawal avec laquelle ils ont quatre enfants.

### Carrière professionnelle
Une fois son diplôme obtenu, il travaille pendant six ans pour le centre de détention du comté de Jackson, puis retourne aux États fédérés de Micronésie en 1982.
Joseph Urusemal travaille alors pour le département de l'éducation de l'État de Yap en tant qu'enseignant et conseiller à l'Outer Islands High School à Ulithi. Durant cette période, il siège au comité directeur de l'éducation où il joue un rôle déterminant dans l'établissement du plan quinquennal d'éducation,.

### Carrière politique
En 1987, le président Urusemal est élu sénateur de l'État de Yap au Congrès des États fédérés de Micronésie. Il est constamment réélu jusqu'en 2003. À partir de 1991, il devient Floor Leader du congrès. Il a été vice-président de la commission conjointe sur les négociations économiques du Traité de libre association, président du groupe de travail du JCN, secrétaire général du groupe national micronésien auprès de l'Union des parlementaires d'Asie-Pacifique.
Le 11 mai 2003, Joseph J. Urusemal est élu sixième président des États fédérés de Micronésie. Son élection est une surprise pour beaucoup d'observateurs, le choix de Redley Killion, vice-président durant le mandat de Leo Falcam, étant attendu. Elle est la conséquence de dissensions dans les délégations sénatoriales des trois autres États.
Son mandat présidentiel prend fin le 11 mai 2007, bien qu'il ait été réélu sénateur.